# Селемджинская культура
Селемджинская культура — палеолитическая культура Сибири (Приамурье). Выделена в 1980-х годах по результатам исследования серии памятников, расположенных в бассейне реки Селемджи (левом притоке р. Зеи). Существовала 25—10,5 тыс. лет назад.
Селемджинская культура выделена после исследования в 1980-х годах 15 памятников в бассейне Селемджи: Абайкан, Баркасная Сопка-І-ІV, Ведягинская Сопка, Ведягинский Ключ, Гарская Протока-I-ІІ, Змеиная Сопка, Пологая Сопка, Створ 53, Усть-Ульма-І-ІІІ.
Cелемджинская культура делится на 4 этапа в период[какой?]. Каменный инвентарь культуры характеризуется сочетанием торцовых, клиновидных, призматических микронуклеусов, а также вариантов подпризматического расщепления галечного сырья. В инструментарии представлены бифасы, скребки, скрёбла, резцы, различные орудия на ретушированных пластинах и отщепах и др. Керамика, которая обозначена в публикациях как принадлежащая селемджинской культуре, выявлена в памятнике Усть-Ульма-1 в слоях четвёртого этапа селемджинской культуры, датируемого возрастом 12000—10500 л. н. Радиоуглеродный анализ органической составляющей формовочной массы данной керамики дал даты, находящиеся в интервале 8900 — 12590 л. н. Каменный инвентарь четвёртого этапа включает нуклеусы: одно- и двуплощадочные параллельного принципа снятия, торцовые одно- и двусторонние, клиновидные, различные дисковидные ядрища, микропризматические нуклеусы. Четвёртый (и отчасти третий) этапы селемджинской культуры синхронны осиповским и громатухинскому комплексам.
Носители культуры ассоциируются с предками юкагиров, которые совершили реколонизацию Сибирской Арктики в начале голоцена (после ледникового периода). Артефакты представлены каменными рубящими орудиями и скребками.